# Mobigo
 (septembre 2024).
Si vous disposez d'ouvrages ou d'articles de référence ou si vous connaissez des sites web de qualité traitant du thème abordé ici, merci de compléter l'article en donnant les références utiles à sa vérifiabilité et en les liant à la section « Notes et références ».
Mobigo est le réseau de transport interurbain routier de la région Bourgogne-Franche-Comté. Il complète le réseau ferré TER.

## Histoire
Le 1er janvier 2017, la loi NOTRe a transféré des départements aux régions l'organisation du transport routier de voyageurs. En Bourgogne-Franche-Comté, les réseaux départementaux de l'Yonne, de la Côte-d'Or, de Saône-et-Loire, du Jura, du Doubs, de la Nièvre et de la Haute-Saône, avec le réseau Livéo de l'ex-région Franche-Comté, sont successivement regroupés sous la marque Mobigo.
Le 1er janvier 2018, 14 lignes routières TER et Livéo Besançon-Gray changent de nom pour devenir des lignes de cars Mobigo.
Le 1er septembre 2018, les lignes des réseaux Transco, Mobidoubs, Lignes saônoises, JuraGo, Réseau interurbain de la Nièvre, Buscéphale et TransYonne deviennent Mobigo et changent de numérotations. Seules 2 lignes Besançon - Vesoul restent initialement sous la marque « Livéo-Mobigo » puis basculent sous la seule marque Mobigo.
Le réseau Mobigo ne comporte pas de lignes propres à la desserte du Territoire de Belfort. En effet, le Syndicat mixte des transports en commun du Territoire de Belfort, auquel la région participe, est autorité organisatrice de la mobilité sur l'ensemble du territoire de ce département, intégralement couvert par le réseau Optymo.
Le 1er janvier 2019, la tarification des lignes Mobigo est harmonisée.

### JuraGo

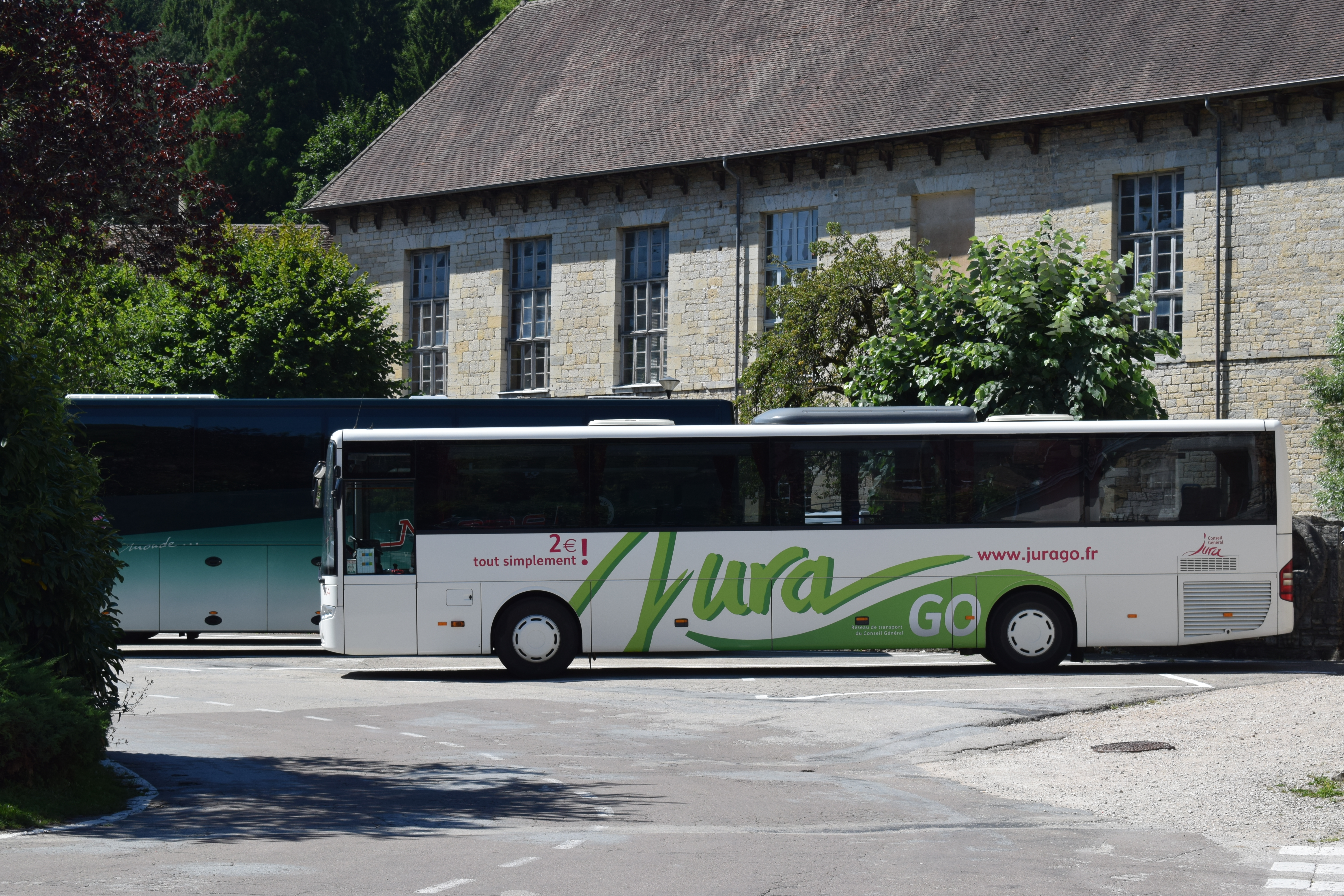
Un autocar aux couleurs JuraGo en 2017.

Le réseau JuraGo a été en partenariat avec 6 transporteurs :
- Transdev Pays d'Or
- Keolis Monts Jura
- JuraBus
- Arbois Tourisme
- Transarc
- Bully Autocars

## Exploitation
Les services d'autocars Mobigo sont assurés, selon les lignes, avec des modes d'exploitation différents : par des transporteurs privés en délégation de service public ou directement via une société publique locale. La SPL Mobilités Bourgogne-Franche-Comté, dont la Région est le principal actionnaire, exploite certaines lignes. Cette structure est issue de la fusion des anciennes SPL ou Régies départementales existantes.